# Patricia Bassereau
 (avril 2022).
 (avril 2022).
 (mai 2022).
La mise en forme du texte ne suit pas les recommandations de Wikipédia : il faut le « wikifier ».
Les points d'amélioration suivants sont les cas les plus fréquents. Le détail des points à revoir est peut-être précisé sur la page de discussion.
- Les titres sont pré-formatés par le logiciel. Ils ne sont ni en capitales, ni en gras.
- Le texte ne doit pas être écrit en capitales (les noms de famille non plus), ni en gras, ni en italique, ni en « petit »…
- Le gras n'est utilisé que pour surligner le titre de l'article dans l'introduction, une seule fois.
- L'italique est rarement utilisé : mots en langue étrangère, titres d'œuvres, noms de bateaux, etc.
- Les citations ne sont pas en italique mais en corps de texte normal. Elles sont entourées par des guillemets français : « et ».
- Les listes à puces sont à éviter, des paragraphes rédigés étant largement préférés. Les tableaux sont à réserver à la présentation de données structurées (résultats, etc.).
- Les appels de note de bas de page (petits chiffres en exposant, introduits par l'outil «  Source ») sont à placer entre la fin de phrase et le point final[comme ça].
- Les liens internes (vers d'autres articles de Wikipédia) sont à choisir avec parcimonie. Créez des liens vers des articles approfondissant le sujet. Les termes génériques sans rapport avec le sujet sont à éviter, ainsi que les répétitions de liens vers un même terme.
- Les liens externes sont à placer uniquement dans une section « Liens externes », à la fin de l'article. Ces liens sont à choisir avec parcimonie suivant les règles définies. Si un lien sert de source à l'article, son insertion dans le texte est à faire par les notes de bas de page.
- La présentation des références doit suivre les conventions bibliographiques. Il est recommandé d'utiliser les modèles {{Ouvrage}}, {{Chapitre}}, {{Article}}, {{Lien web}} et/ou {{Bibliographie}}. Le mode d'édition visuel peut mettre en forme automatiquement les références.
- Insérer une infobox (cadre d'informations à droite) n'est pas obligatoire pour parachever la mise en page.

Pour une aide détaillée, merci de consulter Aide:Wikification.
Si vous pensez que ces points ont été résolus, vous pouvez retirer ce bandeau et améliorer la mise en forme d'un autre article.
Patricia Bassereau, née en 1959, est une biophysicienne française, directrice de recherche CNRS à l'Institut Curie à Paris. Après avoir travaillé à Montpellier dans le domaine de la matière molle, elle est arrivée au Laboratoire Physico-Chimie Curie de l'Institut Curie en 1993. P. Bassereau contribue, avec son équipe, à de nouveaux développements de la physique des biomembranes, avec l’objectif de comprendre le rôle des membranes lipidiques et des protéines associées dans le trafic intracellulaire. Ses travaux de recherche suivent une approche pluridisciplinaire, et s'effectuent  en collaboration étroite avec des biologistes, des microbiologistes et des physiciens théoriciens.

## Formation
Elle obtient un doctorat en matériaux et matière condensée à l'université Montpellier-II en 1990.

## Travaux et distinctions
En 2015, P. Bassereau reçoit le Suffrage Science award qui note que « formée en tant que physicienne de la matière condensée molle, ses principales contributions à la biologie ont consisté à reconnaître la pertinence fonctionnelle des propriétés physiques des membranes biologiques. Son approche consistant à utiliser des vésicules géantes pour imiter les membranes cellulaires autonomes et à étudier quantitativement leurs transformations mécaniques par divers mécanismes protéiques a inspiré les biophysiciens du monde entier et a fait de nombreux adeptes, même parmi les biologistes cellulaires. » 
En 2016, elle reçoit la Emmy Noether Distinction for Women in Physics de l'European Physical Society « pour ses travaux importants et novateurs sur l'étude de la matière molle et des systèmes biologiques in vitro, à la pointe de la science de la physique-biologie. »
En 2022, elle reçoit l'Avanti Award for Lipids, qui récompense « ses travaux remarquables sur l'organisation et la mécanique des lipides membranaires. » Le prix honore une « carrière de recherche concentrée sur les membranes biologiques et leur rôle dans de nombreux processus cellulaires, notamment le trafic de protéines entre les organites et au niveau de la membrane plasmique (endo/exocytose), et le transport d'ions et de protéines à travers les membranes », et souligne que « les essais in vitro développés" par P. Bassereau et son équipe "ont fourni les premiers modèles dynamiques sur la façon dont les protéines façonnent la membrane et le rôle de la tension membranaire dans plusieurs fonctions biologiques. »
En 2021, elle est nommée chevalier de l'Ordre national du Mérite,.

## Publications (sélection)
(mai 2022).
- Simunovic, Mijo, Voth, Gregory A., Callan-Jones, Andrew, & Bassereau, Patricia 2015, 'When Physics Takes Over: BAR Proteins and Membrane Curvature', Trends in Cell Biology, vol. 25, no. 12, pp. 780-792, ISSN 0962-8924, Elsevier BV, https://doi.org/10.1016/j.tcb.2015.09.005
- Agmon, Eran, Solon, Jérôme, Bassereau, Patricia, & Stockwell, Brent R. 2018, 'Modeling the effects of lipid peroxidation during ferroptosis on membrane properties', Scientific Reports, vol. 8, no. 1, ISSN 2045-2322, Springer Science and Business Media LLC, https://doi.org/10.1038/s41598-018-23408-0
- Roux, Aurélien, Cuvelier, Damien, Nassoy, Pierre, Prost, Jacques, Bassereau, Patricia, & Goud, Bruno 2005, 'Role of curvature and phase transition in lipid sorting and fission of membrane tubules', The EMBO Journal, vol. 24, no. 8, pp. 1537-1545, ISSN 0261-4189, Wiley, https://doi.org/10.1038/sj.emboj.7600631
- Sorre, Benoit, Callan-Jones, Andrew, Manneville, Jean-Baptiste, Nassoy, Pierre, Joanny, Jean-François, Prost, Jacques, Goud, Bruno, & Bassereau, Patricia 2009, 'Curvature-driven lipid sorting needs proximity to a demixing point and is aided by proteins', Proceedings of the National Academy of Sciences, vol. 106, no. 14, pp. 5622-5626, ISSN 0027-8424, Proceedings of the National Academy of Sciences, https://doi.org/10.1073/pnas.0811243106
- Sorre, Benoît, Callan-Jones, Andrew, Manzi, John, Goud, Bruno, Prost, Jacques, Bassereau, Patricia, & Roux, Aurélien 2011, 'Nature of curvature coupling of amphiphysin with membranes depends on its bound density', Proceedings of the National Academy of Sciences, vol. 109, no. 1, pp. 173-178, ISSN 0027-8424, Proceedings of the National Academy of Sciences, https://doi.org/10.1073/pnas.1103594108
- Johannes, Ludger, Parton, Robert G., Bassereau, Patricia, & Mayor, Satyajit 2015, 'Building endocytic pits without clathrin', Nature Reviews Molecular Cell Biology, vol. 16, no. 5, pp. 311-321, ISSN 1471-0072, Springer Science and Business Media LLC, https://doi.org/10.1038/nrm3968
- Prévost, Coline, Zhao, Hongxia, Manzi, John, Lemichez, Emmanuel, Lappalainen, Pekka, Callan-Jones, Andrew, & Bassereau, Patricia 2015, 'IRSp53 senses negative membrane curvature and phase separates along membrane tubules', Nature Communications, vol. 6, no. 1, ISSN 2041-1723, Springer Science and Business Media LLC, https://doi.org/10.1038/ncomms9529
- Aimon, Sophie, Callan-Jones, Andrew, Berthaud, Alice, Pinot, Mathieu, Toombes, Gilman E.S., & Bassereau, Patricia 2014, 'Membrane Shape Modulates Transmembrane Protein Distribution', Developmental Cell, vol. 28, no. 2, pp. 212-218, ISSN 1534-5807, Elsevier BV, https://doi.org/10.1016/j.devcel.2013.12.012
- Simunovic, Mijo, Evergren, Emma, Callan-Jones, Andrew, & Bassereau, Patricia 2019, 'Curving Cells Inside and Out: Roles of BAR Domain Proteins in Membrane Shaping and Its Cellular Implications', Annual Review of Cell and Developmental Biology, vol. 35, no. 1, pp. 111-129, ISSN 1081-0706, Annual Reviews, https://doi.org/10.1146/annurev-cellbio-100617-060558
- Roux, Aurélien, Koster, Gerbrand, Lenz, Martin, Sorre, Benoît, Manneville, Jean-Baptiste, Nassoy, Pierre, & Bassereau, Patricia 2010, 'Membrane curvature controls dynamin polymerization', Proceedings of the National Academy of Sciences, vol. 107, no. 9, pp. 4141-4146, ISSN 0027-8424, Proceedings of the National Academy of Sciences, https://doi.org/10.1073/pnas.0913734107
- Bertin, Aurélie, Franceschi, Nicola de, Mora, Eugenio de la, Maity, Sourav, Alqabandi, Maryam, Miguet, Nolwen, Cicco, Aurélie di, Roos, Wouter H., Mangenot, Stéphanie, Weissenhorn, Winfried, & Bassereau, Patricia 2020, 'Human ESCRT-III polymers assemble on positively curved membranes and induce helical membrane tube formation', Nature Communications, vol. 11, no. 1, ISSN 2041-1723, Springer Science and Business Media LLC, https://doi.org/10.1038/s41467-020-16368-5
- Beltrán-Heredia, Elena, Tsai, Feng-Ching, Salinas-Almaguer, Samuel, Cao, Francisco J., Bassereau, Patricia, & Monroy, Francisco 2019, 'Membrane curvature induces cardiolipin sorting', Communications Biology, vol. 2, no. 1, ISSN 2399-3642, Springer Science and Business Media LLC, https://doi.org/10.1038/s42003-019-0471-x
- Römer, Winfried, Pontani, Léa-Laetitia, Sorre, Benoît, Rentero, Carles, Berland, Ludwig, Chambon, Valérie, Lamaze, Christophe, Bassereau, Patricia, Sykes, Cécile, Gaus, Katharina, & Johannes, Ludger 2010, 'Actin Dynamics Drive Membrane Reorganization and Scission in Clathrin-Independent Endocytosis', Cell, vol. 140, no. 4, pp. 540-553, ISSN 0092-8674, Elsevier BV, https://doi.org/10.1016/j.cell.2010.01.010
- Simunovic, Mijo, Evergren, Emma, Golushko, Ivan, Prévost, Coline, Renard, Henri-François, Johannes, Ludger, McMahon, Harvey T., Lorman, Vladimir, Voth, Gregory A., & Bassereau, Patricia 2016, 'How curvature-generating proteins build scaffolds on membrane nanotubes', Proceedings of the National Academy of Sciences, vol. 113, no. 40, pp. 11226-11231, ISSN 0027-8424, Proceedings of the National Academy of Sciences, https://doi.org/10.1073/pnas.1606943113

## Prix scientifiques
- 2015 : Suffrage Science Award[2]
- 2016 : EPS Emmy Noether Distinction for Women in Physics[3]
- 2022 : Avanti Award for Lipids [4]

## Décoration
- Chevalier de l'ordre national du Mérite (2021)